# متلازمة ذنب الفرس
متلازمة ذنب الفرس هي حالة عصبية خطيرة تنتج من تلف ذنب الفرس، مما يسبب فقدان وظيفة الضفيرة القطنية (جذور الأعصاب) في القناة الشوكية تحت نهاية النخاع الشوكي (المخروط النخاعي). متلازمة ذنب الفرس هي آفة في العصبون الحركي السفلي.

## أعراض وعلامات
- آلام شديدة في الظهر.

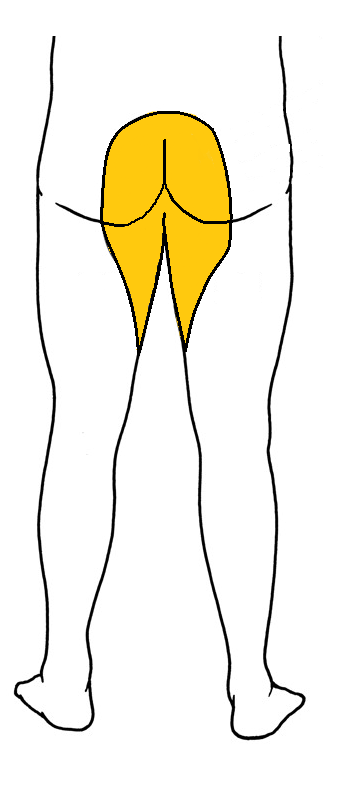
منطقة التخدير السرجي من الخلف (اللون الأصفر)

- تخدير سرجي (انظر الرسم التخطيطي)، يمتد التخدير أو المذل من القطاع الجلدي الخاص بالعصب العجزي الثالث من الحبل الشوكي إلى القطاع الجلدي الخاص بالعصب العجزي الخامس من الحبل الشوكي،[2]:26 بما في ذلك العجان، والأعضاء التناسلية الخارجية، والشرج. أو لمزيد من الوصف، هو إحساس الخدر أو «الدبابيس والإبر» في الأربية، والجزء الداخلي من الفخذين التي تكون ملامسة للسرج عند ركوب الخيل.
- اختلال في وظيفة المثانة، والأمعاء[3]:216 نتيجة قلة انقباض العضلات العاصرة البولية والشرجية. ويسبب ضعف عضلة ديتروسور احتباس البول، ثم سلس البول المتبقي بعد دخول الحمام، والذي تم تقييمه بعمل مسح للمثانة بعد تبول المريض.
- ألم عرق النسا على جانب واحد أو كلا الجانبين، أو قد لا يكون هناك ألم.
- ضعف عضلات الساقين السفلية (غالبا شلل نصفي).
- غياب منعكس العرقوب على كلا الجانبين.[3]:216
- العجز الجنسي.
- غياب منعكس الشرج، ومنعكس البصلية الكهفية.
- اضطراب المشي.

وتعتبر آلام الظهر الشديدة، وتخدير السرج، وسلس البول، والعجز الجنسي «إشارات حمراء»، أي السمات التي تتطلب فحوصات عاجلة.

## الأسباب
بعد المخروط النخاعي، تحتوي القناة على كتلة من الأعصاب (ذنب الفرس أو «ذيل الحصان») منفصلة عن الطرف السفلي من الحبل الشوكي، وتحتوي على جذور الأعصاب القطنية الخمسة، والأعصاب العجزية الخمسة. تنضم جذور الأعصاب (من العصب القطني الرابع إلى العصب العجزي الرابع) إلى الضفيرة العجزية التي تؤثر على العصب الوركي، الذي يمتد للأسفل (نحو القدمين). يمكن أن يؤدي أي ضغط، أو خبطة، أو غيرها من الأضرار التي يمكن أن تلحق بهذه المنطقة من القناة الشوكية إلى متلازمة ذيل الفرس.
قد تظهر الأعراض أيضا كآثار جانبية مؤقتة للحقن خارج الأوعية الدموية العجزية:

### الأورام والآفات
قد تضعف أي آفة (تضغط أو تخل من وظيفة ذيل الفرس) الأعصاب، ويعتبر تدلي القرص المركزي الأكثر شيوعا. وقد يكون انبثاث مرض ما سببا أيضا.

### الرضة
يمكن أن تسبب الرضة المباشرة أيضا متلازمة ذيل الفرس. وتشمتل الأسباب الأكثر شيوعا على البزل القطني، وكسور الانفجار التي تؤدي إلى هجرة شظايا الجسم الفقري، وفتق القرص الشديد، والتخدير الشوكي التي ينطوي على خبطة من القسطرة، وارتفاع تركيزات المخدر الموضعي حول ذيل الفرس، والاختراق بسكين أو طلقة.

### ضيق العمود الفقري
يمكن أن يكون سبب متلازمة ذنب الفرس هو ضيق العمود الفقري القطني، وذلك عندما يضيق قطر القناة الشوكية. ويمكن أن يكون ذلك نتيجة لتنكس في العمود الفقري (مثل هشاشة العظام)، أو خلل في النمو موجود منذ الولادة. كما يمكن أن تحدث متلازمة ذنب الفرس في الحالات الصعبة من الانزلاق الفقاري.

### الحالات الالتهابية
كما أن الحالات الالتهابية المزمنة في العمود الفقري مثل مرض باجيت، والاعتلال العصبي المتعدد المزيل للميلانين الالتهابي المزمن، التهاب الفقار القسطي، والسل المزمن يمكن أن تسبب متلازمة ذنب الفرس. ويرجع ذلك إلى أن هذه الحالات تسبب تضييق القناة الشوكية.

### عوامل الخطر
لم يتم تحديد أي عوامل خطر محددة لمتلازمة ذنب الفرس في هذا الوقت. الأفراد الأكثر عرضة لفتق القرص هم الأكثر عرضة للإصابة بمتلازمة ذنب الفرس. كما أن ليس للعرق تأثير يذكر مع وجود استثناء ملحوظ هو أن الأمريكيين الأفارقة أقل عرضة للمرض من المجموعات الأخرى. وبالمثل، الرجال أكثر عرضة من النساء. ويبدو أن منتصف العمر أيضا عامل خطر ملحوظ، لأن هؤلاء الناس هم أكثر عرضة للإصابة بفتق القرص. ويمكن أيضا أن يعتبر رفع الأشياء الثقيلة عامل خطر للإصابة بمتلازمة ذنب الفرس.

## التشخيص
يُظهر فحص الإحساس بالألم بواسطة النخز بالدبوس تخدير الساق (الأعصاب القطنية) مع وجود إحساس في العجان (الأعصاب العجزية). يكمل عدم القدرة على المشي، مع نتيجة هذا الفحص الحسي الغير عادية ثالوث علامات السل الشوكي. الثالوث هو شلل نصفي مع فقدان الإحساس بالألم في المنطقة القطنية، وتغير الإحساس في العجان، وعدم القدرة على المشي.
عادة ما يتم تأكيد التشخيص من خلال التصوير بالرنين المغناطيسي أو المسح المقطعي، اعتمادا على أيهما متاح. حتى إذا تم تشخيص متلازمة ذيل الفرس، فلا زال غير واضحا ما إذا كانت الجراحة المبكرة تعطي فائدة إضافية أم لا. على الرغم من أن الجراحة المبكرة عادة ما تكون مهمة مع بداية الحالات الحرجة الحادة.

## الوقاية
يمكن أن يساعد التشخيص المبكر على العلاج الوقائي. ومن العلامات التي تساعد على التشخيص المبكر: التغيرات في وظيفة الأمعاء، والمثانة، وفقدان الشعور في الفخذ.

## العلاج
يتضمن علاج متلازمة ذيل الفرس الحقيقية إزالة الضغط الجراحي في كثير من الأحيان. عندما تحدث متلازمة ذيل الفرس بسبب فتق القرص، فمن المستحسن إزالة الضغط الجراحي في وقت مبكر.
وتعتبر متلازمة ذنب الفرس المفاجئة حالة طارئة طبية وجراحية. ويمكن إجراء إزالة الضغط الجراحي عن طريق استئصال الصفائح الفقرية أو غيرها من الطرق في غضون 6، أو 24، أو48 ساعة من ظهور الأعراض إذا تم تشخيص وجود آفة ضاغطة، مثل: تمزق القرص، أو خراج فوق الجافية، أو وجود ورم أو تجمع دموي. وقد يحسن العلاج المبكر بشكل كبير فرصة تجنب الضرر العصبي على المدى الطويل.
قد تكون هناك حاجة لعملية جراحية لإزالة الدم، أو شظايا العظام، أو ورم، أو أورام، أو فتق قرص، أو النمو الغير طبيعي للعظام. إذا كان لا يمكن إزالة الورم جراحيا، وكان ورم خبيث، يمكن استخدام العلاج الإشعاعي كبديل لتخفيف الضغط، كما يمكن استخدام العلاج الكيميائي مع أورام الحبل الشوكي. أما إذا كان سبب المتلازمة يرجع إلى حالة التهابية على سبيل المثال: التهاب الفقار القسطي يمكن استخدام مضادة للالتهابات، بما في ذلك السترويدات كعلاج فعال. ويمكن استخدام المضادات الحيوية إذا السبب عدوى بكتيرية.
يمكن أن تحدث متلازمة ذنب الفرس خلال فترة الحمل بسبب فتق القرص القطني. ويزيد عمر الأم من المخاطر. ومع ذلك لا يزال من الممكن القيام بالجراحة، ولا يؤثر الحمل سلبا على العلاج. فينبغي علاج هؤلاء الذين يعانون من متلازمة ذيل الفرس في أي وقت خلال فترة الحمل.
قد يحتاج الأمر إلى معالجة نمط الحياة بعد الجراحة إلى العلاج. مثل أنه قد يكون هناك حاجة للعلاج الطبيعي، والعلاج المهني، وذلك بسبب عجز الطرف السفلي. كما أن السمنة قد تحتاج أيضا إلى معالجة.

## إعادة تأهيل
يمكن أن يكون العلاج الطبيعي مفيدا إلى حد ما لشفاء المريض بعد الجراحة (كينيدي، وصوفي، وماكجراث، وستيفنس، ووالش، ومكمانوس، 1999). وينصب التركيز الرئيسي لإعادة التأهيل على السيطرة على وظائف المثانة، والأمعاء، وتقليل ضعف العضلات في الأطراف السفلية.

### التحكم في الأمعاء والمثانة
يعتمد إعادة تأهيل مريض متلازمة ذنب الفرس على شدة الإصابة. في حالة حدوث تلف دائم، قد ينجم عن ذلك ضعف في التحكم في المثانة والأمعاء. ما إن تم تنفيذ العملية الجراحية، يجب أن يستريح المريض حتى يتم تقييم وظائف المثانة والأمعاء. وقد تساعد القسطرة البولية في التحكم في المثانة. كما يمكن أن تساعد الجاذبية، وممارسة الرياضة في السيطرة على حركة الأمعاء (هودجز، 2004). وتساعد تمارين أرضية الحوض في السيطرة على حركات الأمعاء (تمارين أرضية الحوض، 2010). يمكن القيام بهذه التمارين أثناء الوقوف، أو الرقود، أو على الأربعة أطراف مع فصل الركبتين قليلا. ويمكن أن يستغرق الشفاء الكامل للأمعاء والمثانة ما يقرب من عامين.

### علاج طبيعي
العلاج الطبيعي يمكن أن يساعد في استقرار الجلوس، والتنقل عن طريق العمل على تدريب القوة. سوف يعمل المعالجون على التوازن، والمشية، والتنقل حيث أن ضعف العضلات أو الشلل قد يحدث في الأطراف السفلية (داودو، 2013). بالإضافة إلى ذلك، يعتبر التحفيز الكهربائي أيضا مفيد لتعزيز قوة العضلات (داودو، 2013).

## توقعات سير المرض
ويعتمد التبؤ بالشفاء الكامل على العديد من العوامل. أهم هذه العوامل هي شدة ومدة الضغط على العصب أو الأعصاب التالفة. وعموما، كلما طال الوقت قبل التدخل لإزالة الضغط المسبب لتلف الأعصاب، كلما زاد الضرر الذي لحق بالعصب (الأعصاب).
يمكن أن يكون الضرر شديدا بحيث يصبح إعادة نمو الأعصاب أمرا مستحيلا، وفي هذه الحالة سيكون تلف الأعصاب دائما. بينما يكون وقت الشفاء متغير بشكل واسع النطاق في الحالات التي تكون فيها الأعصاب قد تضررت، ولكن لا تزال قادرة على إعادة النمو. يمكن أن يساعد التدخل الجراحي مع تخفيف الضغط على ذيل الفرس على الشفاء. وقد يحتاج تلف الأعصاب الشديدة فترة تصل إلى عدة سنوات للشفاء؛ لأن نمو الأعصاب يكون بطيء في هذه الحالة.
تشير مراجعة الأدب إلى أن حوالي 50-70٪ من المرضى يكون لديهم احتباس البول وقت الكشف، و30-50٪ يكون لديهم متلازمة غير مكتملة. هذه المجموعة الأخيرة، وخاصة إذا كان التاريخ المرضي أقل من بضعة أيام، عادة ما تتطلب التصوير بالرنين المغناطيسي بسرعة للتأكد من التشخيص، تليه تخفيف الضغط الفوري. متلازمة ذنب الفرس غير الكاملة على رغم من نتائج تحسنها الجيدة مع العلاج إلا أنها قد تتضمن احتباس للبول في مرحلة لاحقة.

## وبائيات

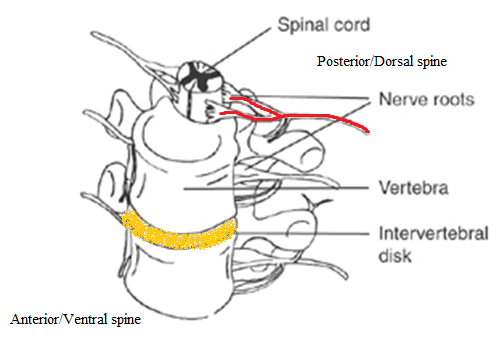
جذور الأعصاب الممتدة من العمود الفقري القطني هي عرضة للضغط، مما يؤدي إلى متلازمة ذنب الفرس. يمكن خلع الأقراص الفقرية بدرجات مختلفة، والمساهمة في مثل هذا الضغط.

تشمل مسببات متلازمة ذنب الفرس المختلفة على الكسور، والخراجات، والأورام الدموية. ليس من الضرورة أن تؤدي الإصابات في العمود الفقري الصدري القطني إلى تشخيص إكلينيكي للمتلازمة، ولكن في كل هذه الحالات من الضروري وضعها في الاعتبار. وقد أُجري القليل من الدراسات الوبائية عن متلازمة ذنب الفرس في الولايات المتحدة، وذلك بسبب بعض الصعوبات مثل جمع عدد كاف من الحالات فضلا عن تحديد السكان المتضررين، ولذلك فإن هذا مجال يستحق مزيدا من التدقيق.
وتحدث إصابات الحبل الشوكي في حوالي 40 شخصا لكل مليون نسمة سنويا في الولايات المتحدة، نتيجة للصدمات الناجمة عن حوادث السيارات، والإصابات الرياضية، والسقوط، وعوامل أخرى. سوف تؤدي ما يقدر بنحو 10-25٪ من كسور العمود الفقري إلى إصابة الحبل الشوكي. وهناك حاجة إلى الفحوصات الجسدية الشاملة، حيث أن 5-15٪ من مرضى الصدمات لديهم كسور لا تشخص في البداية.

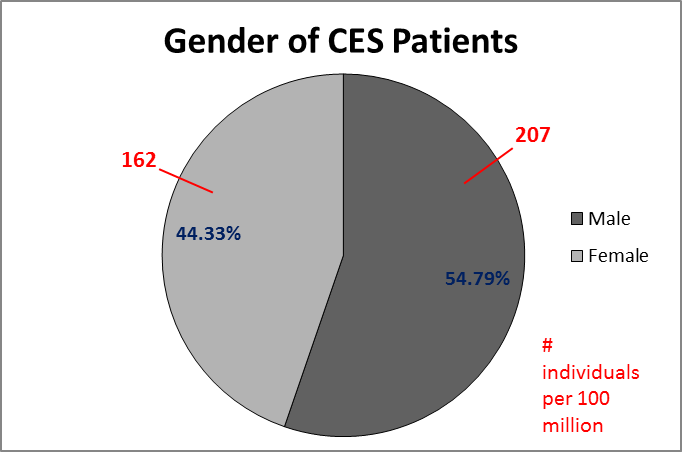
جنس المرضى المصابين بمتلازمة ذنب الفرس المقبولين في المستشفى. وهي أكثر شيوعا قليلا في الرجال من النساء.

الإصابات الأكثر شيوعا في المنطقة الصدرية القطنية هي المخروط النخاعي وذيل الفرس، وخاصة بين الفقرة الصدرية الثانية عشر والقطنية الثانية. تصيب متلازمة ذنب الفرس بشكل رئيسي الأفراد في منتصف العمر، وخاصة في الأربعينات والخمسينات، وخاصة في الرجال. ولا تعتبر هذه المتلازمة تشخيص نموذجي، فقد تحدث في 4 إلى 7 فقط من كل 10000 إلى 100,000 مريض. ويقال أن فتق القرص هو السبب الأكثر شيوعا لمتلازمة ذنب الفرس، حيث يعتقد أن 1- 2٪ من جميع حالات فتق القرص الجراحي تؤدي إلى متلازمة ذنب الفرس.

## التكلفة

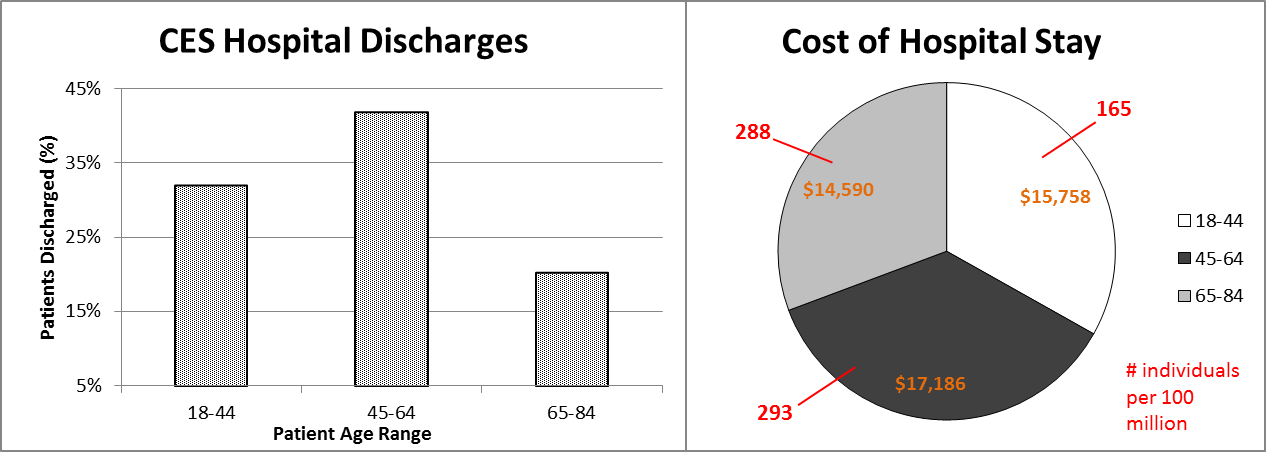
تصيب متلازمة ذنب الفرس بشكل رئيسي الأفراد في منتصف العمر. هناك تكلفة كبيرة مرتبطة بقبول المستشفيات، حيث تعتبر متلازمة ذنب الفرس حالة طارئة.

غالبا ما تتزامن متلازمة ذنب الفرس مع الأمراض الخلقية أو التنكسية، وتمثل تكلفة عالية من الرعاية لأولئك المقبولين في المستشفى لإجراء عملية جراحية. وتتراوح مدة الإقامة في المستشفى عادة ما بين 4 إلى 5 أيام، وتتكلف ما بين 100- 150 ألف دولار، إلا إذا كان المريض يعيش في بلد تكون فيه الرعاية الصحية مجانية عند الطلب.

## وصلات خارجية
- 06-093c. على الطبعة المحلية من دليل ميرك للتشخيص والعلاج [الإنجليزية]‏
- Cauda_equina_syndrome على برنامج طب العظام التابع لنظام الصحة بجامعة ديوك [الإنجليزية]‏.